# Everything will turn out fine
Everything will turn out fine is de derde succesvolle single van Stealers Wheel in Nederland. Het is afkomstig van hun album Ferguslie Park. De band lag na het vertrek van Rafferty eigenlijk op haar gat, maar de terugkomst van hem leidde opnieuw tot een klein succes. B-kant was Johnny’s song van Rafferty, niet op het album.
Het verhaal gaat dat op de originele opname Luther Grosvenor (Ariel Bender) meespeelde; het betreft dan de titel die begint met Everyone’s agreed, dat in die versie op geen enkel album van Stealers Wheel te vinden is, waarschijnlijk omdat Rafferty weer terugkeerde en de gehele band op straat werd gezet.
Het zijn crisisjaren, maar er zijn altijd mensen die zeggen dat het uiteindelijk wel goed komt is het onderwerp van dit singletje. De wijk waarin Stealers Wheel werd opgericht Ferguslie Park was (ooit) een van de meest deprimerende wijken van Schotland.

## Lijsten

### Nederlandse Top 40
| Hitnotering: week 34/1973 t/m week 39 | Hitnotering: week 34/1973 t/m week 39 | Hitnotering: week 34/1973 t/m week 39 | Hitnotering: week 34/1973 t/m week 39 | Hitnotering: week 34/1973 t/m week 39 | Hitnotering: week 34/1973 t/m week 39 | Hitnotering: week 34/1973 t/m week 39 | Hitnotering: week 34/1973 t/m week 39 |
| Week:                                 | 1                                     | 2                                     | 3                                     | 4                                     | 5                                     | 6                                     |                                       |
| ------------------------------------- | ------------------------------------- | ------------------------------------- | ------------------------------------- | ------------------------------------- | ------------------------------------- | ------------------------------------- | ------------------------------------- |
| Positie:                              | 20                                    | 13                                    | 12                                    | 21                                    | 34                                    | 39                                    | uit                                   |

### NederlandseSingle Top 100
| Hitnotering: 25-08-1973 t/m 21-09-1973 | Hitnotering: 25-08-1973 t/m 21-09-1973 | Hitnotering: 25-08-1973 t/m 21-09-1973 | Hitnotering: 25-08-1973 t/m 21-09-1973 | Hitnotering: 25-08-1973 t/m 21-09-1973 | Hitnotering: 25-08-1973 t/m 21-09-1973 |
| Week:                                  | 1                                      | 2                                      | 3                                      | 4                                      |                                        |
| -------------------------------------- | -------------------------------------- | -------------------------------------- | -------------------------------------- | -------------------------------------- | -------------------------------------- |
| Positie:                               | 20                                     | 11                                     | 10                                     | 17                                     | uit                                    |